# 符騰堡的亞歷山大 (1801年)
符騰堡的亞歷山大（德語：Alexander von Württemberg，1801年11月5日—1844年7月7日），威廉·腓特烈·菲利普的長子，符騰堡國王腓特烈一世的姪子。

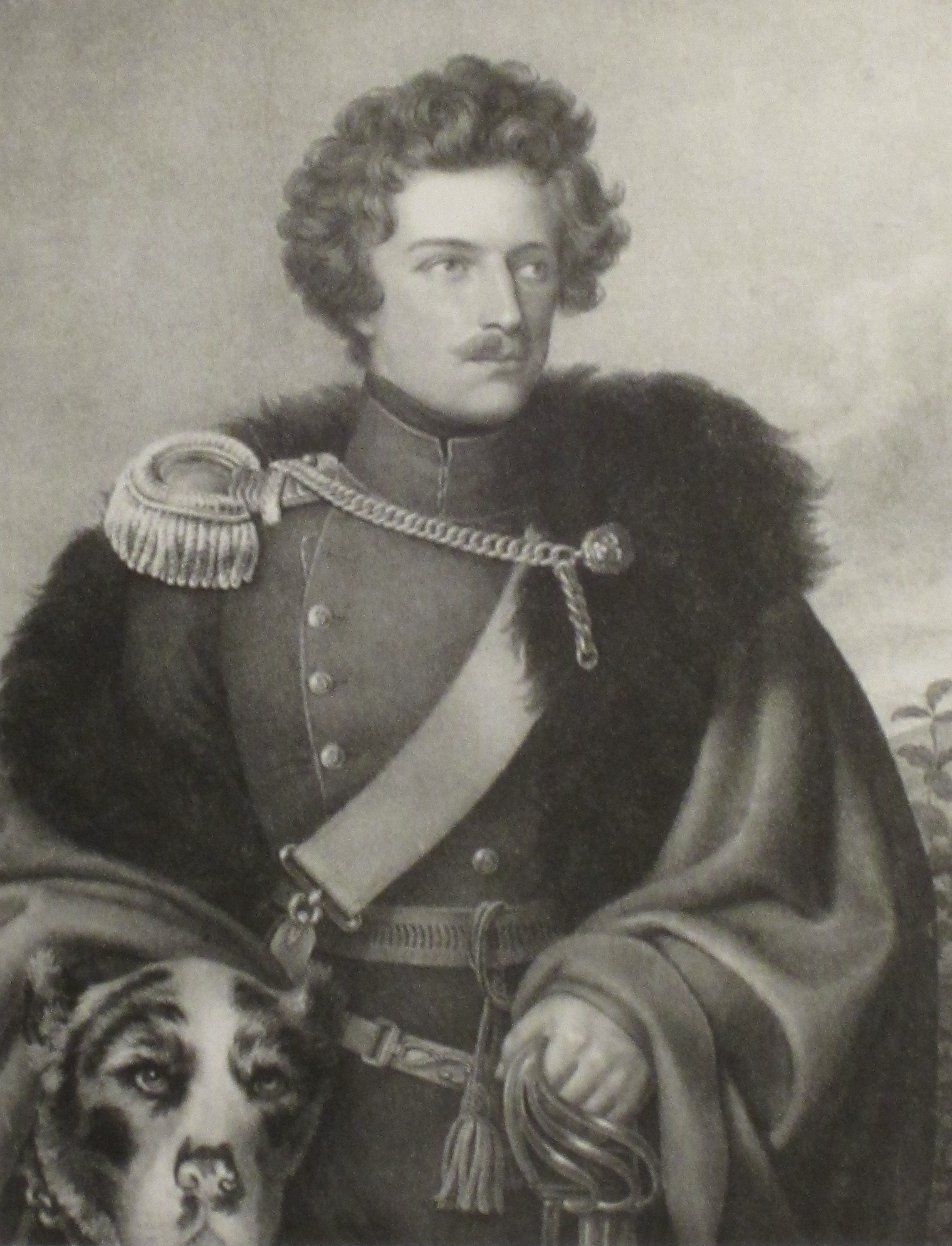
符騰堡的亞歷山大

## 家庭
1832年，亞歷山大與匈牙利人海倫·費斯特提茲·德·托爾瑙（Helene Festetics de Tolna）結婚，兩人共有2子2女：
1. 埃伯哈德（1833年—1896年）
2. 威廉明娜（1834年—1910年）
3. 保琳娜（1836年—1911年）
4. 卡羅爾（1839年—1876年）